# Steve Webster
Steve Webster (Easingwold, 7 gennaio 1960) è un pilota motociclistico britannico ritiratosi dall'attività agonistica, vincitore di 10 titoli mondiali nei sidecar.

## Carriera
Webster iniziò a correre nei sidecar a 19 anni, passando presto al campionato nazionale e debuttando infine nel motomondiale nel 1983. 
Vinse il primo mondiale nel 1987 con Tony Hewitt come passeggero a bordo di un LCR-Yamaha. 
Durante i 25 anni di carriera, Webster ha conquistato 10 titoli mondiali, assieme ai passeggeri Tony Hewitt, Gavin Simmons, David James e Paul Woodhead.
Durante il Gran Premio d'Olanda 1985 Webster e Hewitt ebbero un grave incidente, il loro sidecar, uscito di pista, finì dentro un canale di scolo. Questo incidente fece loro perdere gran parte della stagione.
Webster, in coppia con Paul Woodhead, vinse il titolo europeo del 2004, i due iniziarono la stagione 2005 con 2 vittorie nelle prime 2 gare, ma problemi di salute gli impedirono di terminare la stagione. Nello stesso anno annunciò il suo ritiro dalle competizioni.

## Risultati

### Motomondiale
| 1983 | Classe  | Moto       |    |   |    |   |    |   |    |   |   |   |   |   |  |  |  | Punti | Pos. |
| ---- | ------- | ---------- | -- | - | -- | - | -- | - | -- | - | - | - | - | - |  |  |  | ----- | ---- |
| 1983 | Sidecar | LCR-Yamaha | NE | - | NE | - | NE | - | NE | - | - | 5 | - | - |  |  |  | 6     | 16º  |

| 1984 | Classe  | Moto       |    |    |    |   |   |   |    |   |    |   |   |    |  |  |  | Punti | Pos. |
| ---- | ------- | ---------- | -- | -- | -- | - | - | - | -- | - | -- | - | - | -- |  |  |  | ----- | ---- |
| 1984 | Sidecar | LCR-Yamaha | NE | NE | NE | - | 3 | - | NE | - | 10 | - | 7 | NE |  |  |  | 15    | 8º   |

| 1985 | Classe  | Moto       |    |    |   |    |   |    |     |   |   |    |   |    |  |  |  | Punti | Pos. |
| ---- | ------- | ---------- | -- | -- | - | -- | - | -- | --- | - | - | -- | - | -- |  |  |  | ----- | ---- |
| 1985 | Sidecar | LCR-Yamaha | NE | NE | 2 | NE | 3 | NE | Rit | - | - | AN | 3 | NE |  |  |  | 32    | 4º   |

| 1986 | Classe  | Moto       |    |    |   |   |    |   |   |   |   |     |    |   |  |  |  | Punti | Pos. |
| ---- | ------- | ---------- | -- | -- | - | - | -- | - | - | - | - | --- | -- | - |  |  |  | ----- | ---- |
| 1986 | Sidecar | LCR-Yamaha | NE | NE | - | 2 | NE | 2 | 1 | 3 | 2 | Rit | NE | 3 |  |  |  | 71    | 3º   |

| 1987 | Classe  | Moto       |    |   |   |    |   |    |   |   |   |   |   |    |    |    |    | Punti | Pos. |
| ---- | ------- | ---------- | -- | - | - | -- | - | -- | - | - | - | - | - | -- | -- | -- | -- | ----- | ---- |
| 1987 | Sidecar | LCR-Yamaha | NE | 1 | 1 | NE | 4 | NE | 2 | 3 | 1 | 2 | 3 | NE | NE | NE | NE | 97    | 1º   |

| 1988 | Classe  | Moto        |    |    |    |   |    |   |   |   |   |    |   |   |   |   |    | Punti | Pos. |
| ---- | ------- | ----------- | -- | -- | -- | - | -- | - | - | - | - | -- | - | - | - | - | -- | ----- | ---- |
| 1988 | Sidecar | LCR-Krauser | NE | NE | NE | 3 | NE | 2 | 3 | 3 | 2 | NE | 2 | 1 | 1 | 1 | NE | 156   | 1º   |

| 1989 | Classe  | Moto       |    |    |   |    |    |   |    |    |   |   |   |   |   |   |    | Punti | Pos. |
| ---- | ------- | ---------- | -- | -- | - | -- | -- | - | -- | -- | - | - | - | - | - | - | -- | ----- | ---- |
| 1989 | Sidecar | LCR-Yamaha | NE | NE | 1 | NE | NE | 1 | 15 | NE | 1 | 2 | 2 | 1 | 3 | 3 | NE | 145   | 1º   |

| 1990 | Classe  | Moto        |    |   |   |   |   |   |   |   |   |   |     |   |   |   |    | Punti | Pos. |
| ---- | ------- | ----------- | -- | - | - | - | - | - | - | - | - | - | --- | - | - | - | -- | ----- | ---- |
| 1990 | Sidecar | LCR-Krauser | NE | 2 | 1 | 2 | 1 | 2 | 3 | - | 6 | 1 | Rit | 4 | 2 | - | NE | 166   | 3º   |

| 1991 | Classe  | Moto        |    |    |   |   |   |     |   |   |     |   |   |   |   |   |    | Punti | Pos. |
| ---- | ------- | ----------- | -- | -- | - | - | - | --- | - | - | --- | - | - | - | - | - | -- | ----- | ---- |
| 1991 | Sidecar | LCR-Krauser | NE | NE | 1 | 1 | 1 | Rit | 1 | 1 | Rit | 2 | 2 | 2 | 3 | 3 | NE | 181   | 1º   |

| 1992 | Classe  | Moto    |  |  |  |   |  |  |   |   |   |   |   |  |  |  |  | Punti | Pos. |
| ---- | ------- | ------- |  |  |  | - |  |  | - | - | - | - | - |  |  |  |  | ----- | ---- |
| 1992 | Sidecar | LCR-ADM |  |  |  | 1 |  |  | 1 | 2 | 2 | 4 | 3 |  |  |  |  | 92    | 2º   |

| 1995 | Classe  | Moto    |    |    |    |    |   |   |   |   |   |   |    |    |   |  |  | Punti | Pos. |
| ---- | ------- | ------- | -- | -- | -- | -- | - | - | - | - | - | - | -- | -- | - |  |  | ----- | ---- |
| 1995 | Sidecar | LCR-ADM | NE | NE | NE | NE | - | - | - | - | - | - | NE | NE | 5 |  |  | 11    | 19º  |

| 1996 | Classe  | Moto    |    |    |    |    |   |    |   |   |   |   |   |    |   |    |    | Punti | Pos. |
| ---- | ------- | ------- | -- | -- | -- | -- | - | -- | - | - | - | - | - | -- | - | -- | -- | ----- | ---- |
| 1996 | Sidecar | LCR-ADM | NE | NE | NE | NE | 3 | NE | 2 | 3 | 3 | 5 | 2 | NE | 5 | NE | NE | 110   | 3º   |

| Legenda | 1º posto        | 2º posto            | 3º posto            | A punti      | Senza punti        | Grassetto – Pole position Corsivo – Giro più veloce |
| Legenda | Gara non valida | Non qual./Non part. | Ritirato/Non class. | Squalificato | '-' Dato non disp. | Grassetto – Pole position Corsivo – Giro più veloce |

- 1993[4] 2º su LCR-ADM
- 1994[4] 2º su LCR-Yamaha

### Coppa del Mondo Sidecar[5]
- 1997 1º su LCR-ADM[6]
- 1998 1º su LCR-Honda[7]
- 1999 1º su LCR-Suzuki[8]
- 2000 1º su LCR-Suzuki[9]

### Campionato del mondo Superside[10]
- 2001 2º su LCR-Suzuki[11]
- 2002 4º su LCR-Suzuki[12]
- 2003 1º su LCR-Suzuki[13]
- 2004 1º su LCR-Suzuki[14]
- 2005 15º su LCR-Suzuki[3]

### Campionato europeo
- 2004 1º su LCR-Suzuki